# Bruid van de zee
De bruid van de zee (Pomacanthus maculosus) is een keizersvis, gekenmerkt door een blauw lichaam met gele vlek. De soort is in haar voorkomen vermoedelijk beperkt tot de Rode Zee en de Westelijke Indische Oceaan. Deze keizersvis heeft veel eigenschappen gemeen met andere leden van het geslacht Pomacanthus, en is eveneens een verwoed verdediger van zijn territorium.